# Draco maculatus
Espèce
Synonymes
- Dracunculus maculatus Gray, 1845
- Draco haasei Boettger, 1893
- Draco whiteheadi Boulenger, 1899
- Draco divergens Taylor, 1934

Statut de conservation UICN

 LC  : Préoccupation mineure
Draco maculatus ou Dragon volant tacheté est une espèce de sauriens de la famille des Agamidae.

## Répartition
Cette espèce se rencontre :
- en République populaire de Chine à Hainan, au Guangxi, au Yunnan et au Tibet ;
- en Inde au Mizoram, en Assam et en Arunachal Pradesh ;
- en Birmanie ;
- en Thaïlande ;
- au Laos ;
- au Cambodge ;
- au Viêt Nam ;
- en Malaisie péninsulaire.

## Description
Cet insectivore ne vole pas : il plane d'arbre en arbre à l'aide de membranes en forme d'ailes qui se prolongent des deux côtés de son corps.

## Reproduction
Les femelles s'aventurent sur le sol afin d'y pondre leurs œufs dans un trou creusé. Elles les gardent une seule journée avant de quitter le nid, laissant les jeunes se débrouiller par eux-mêmes.

## Liste des sous-espèces
Selon The Reptile Database (26 avril 2012) :
- Draco maculatus divergens Taylor, 1934
- Draco maculatus haasei Boettger, 1893
- Draco maculatus maculatus (Gray, 1845)
- Draco maculatus whiteheadi Boulenger, 1900

## Publications originales
- Boettger, 1893 : Ein neuer Drache (Draco) aus Siam. Zoologische Anzeiger, vol. 16, p. 429-430 (texte intégral).
- Boulenger, 1900 "1899" : On the reptiles, batrachians, and fishes collected by the late Mr. John Whitehead in the interior of Hainan. Proceedings of the Zoological Society of London, vol. 1999, p. 956-962 (texte intégral).
- Gray, 1845 : Catalogue of the specimens of lizards in the collection of the British Museum, p. 1-289 (texte intégral).
- Taylor, 1934 : Zoological results of the third De Schauensee Siamese Expedition, Part III. Amphibians and reptiles. Proceedings of the Academy of Natural Sciences of Philadelphia, vol. 86, p. 281-310.